# Sabahya kinabaluana
Espèce
Sabahya kinabaluana est une espèce d'araignées aranéomorphes de la famille des Pacullidae.

## Distribution
Cette espèce est endémique du Sabah en Malaisie,.

## Description
Le mâle holotype mesure 2,98 mm et la femelle paratype 3,46 mm.

## Étymologie
Son nom d'espèce lui a été donné en référence au lieu de sa découverte, parc national du Kinabalu.

## Publication originale
- Deeleman-Reinhold, 1980 : Contribution to the knowledge of the southeast Asian spiders of the families Pacullidae and Tetrablemmidae. Zoologische Mededelingen, vol. 56, p. 65-82 (texte intégral).